# He-Man e os Mestres do Universo (reboot de 2002)
He-Man and the Masters of the Universe (bra: He-Man e os Mestres do Universo; prt: He-Man os Donos do Universo) é uma série de animação americana-canadense. Desenvolvido para televisão por Michael Halperin, que criou a série original, foi animado por Mike Young Productions. Serviu como uma atualização da série Filmation dos anos 1980, produzida para coincidir com o renascimento da franquia Masters of the Universe pela Mattel onze anos após sua tentativa anterior. A série foi veiculada no bloco de programação Toonami do Cartoon Network entre 16 de agosto de 2002 e 10 de janeiro de 2004.